# River Stour (vattendrag i Storbritannien, Dorset)
River Stour är ett vattendrag i Storbritannien.   Det ligger i kommunen Dorset och riksdelen England, i den södra delen av landet, 140 km sydväst om huvudstaden London.